# Замок в Швеции (фильм)
Замок в Швеции (фр. Château en Suède) — чёрная комедия режиссёра Роже Вадима, вышедшая в прокат 20 ноября 1963.

## Сюжет
Первая экранизация одноименной пьесы Франсуазы Саган.
Середина XX века. Семья страдающих от безделья и не совсем психически здоровых шведских аристократов развлекается, доводя до смерти гостей своего уединенного замка. Очередной жертвой их жестоких розыгрышей становится кузен — племянник французского министра юстиции Эрик, вынужденный временно покинуть родину из-за участия в дуэли.
Когда французский родственник, увлекшийся женой владельца замка Элеонорой, узнает некоторые преступные тайны странного семейства, его запланированная гибель становится для шведов не просто забавной, но и желательной.

## В ролях
- Моника Витти — Элеонора
- Жан-Луи Трентиньян — Эрик
- Курд Юргенс — Уго Фальсен
- Жан-Клод Бриали — Себастьен
- Даниель Эмильфорк — Гунтер
- Сюзанн Флон — Агата
- Франсуаза Арди — Офелия
- Мишель Ле Руайе — Коста
- Сильви — бабушка